# Loschtschinka (Kaliningrad)
Loschtschinka (russisch Лощинка, deutsch Uszballen, 1936–1938 Uschballen, 1938–1945 Birkenried, litauisch Užbaliai) ist ein Ort in der russischen Oblast Kaliningrad. Er gehört zur kommunalen Selbstverwaltungseinheit Stadtkreis Gussew im Rajon Gussew.

## Geographische Lage
Loschtschinka liegt am linken Ufer des Flüsschens Uljanowka (Eimenfließ, 1938–1945 Lehmgraben), 14 Kilometer nördlich der Stadt Gussew (Gumbinnen). Durch den Ort verläuft die Kommunalstraße 27K-154 von Kubanowka (Brakupönen/Roßlinde) an der Regionalstraße 27A-025 (ex R508) nach Maiskoje (Mallwischken/Mallwen) an der Regionalstraße 27A-033 (ex A198). Eine Bahnanbindung besteht nicht.

## Geschichte
Das kleine und ehedem Uszballen genannte Dorf bestand vor 1945 aus vielen verstreut liegenden kleinen Höfen. Im Jahre 1874 wurde es in den neu errichteten Amtsbezirk Brakupönen eingegliedert, der – zwischen 1939 und 1945 in „Amtsbezirk Roßlinde“ umbenannt – bis 1945 bestand und zum Kreis Gumbinnen im Regierungsbezirk Gumbinnen der preußischen Provinz Ostpreußen gehörte.
Im Jahre 1910 waren in Uszballen 191 Einwohner gemeldet. Ihre Zahl stieg bis 1933 auf 250 und belief sich 1939 noch auf 232.
Am 17. September 1936 änderte man die Namensschreibweise von Uszballen in „Uschballen“. Aus politisch-ideologischen Gründen wurde das Dorf am 3. Juni – offiziell bestätigt am 16. Juli – des Jahres 1938 in „Birkenried“ umbenannt. Am 1. Oktober 1937 vergrößerte sich die Gemeinde, als das Dorf Wandlauschen (bis 1936: Wandlauszen), bisher zum Amtsbezirk Mallwischken gehörig, eingemeindet wurde.
In Kriegsfolge kam der Ort mit dem gesamten nördlichen Ostpreußen 1945 zur Sowjetunion. Im Jahre 1947 erhielt er die russische Bezeichnung „Loschtschinka“ und wurde gleichzeitig dem Dorfsowjet Maiski selski Sowet im Rajon Gussew zugeordnet. Von 2008 bis 2013 gehörte Loschtschinka zur Landgemeinde Kubanowskoje selskoje posselenije und seither zum Stadtkreis Gussew.

## Kirche
Der überwiegende Teil der Bevölkerung Uszballen resp. Birkenrieds war vor 1945 evangelischer Konfession. Das Dorf war in das Kirchspiel der Kirche Mallwischken eingepfarrt und gehörte so zum Kirchenkreis Pillkallen (Schloßberg) innerhalb der Kirchenprovinz Ostpreußen der Kirche der Altpreußischen Union. Heute liegt Loschtschinka im Einzugsbereich der in den 1990er Jahren wiedererstandenen evangelisch-lutherischen Gemeinde der Salzburger Kirche in Gussew (Gumbinnen), die Sitz eines Pfarramts ist und zur Propstei Kaliningrad (Königsberg) der Evangelisch-lutherischen Kirche Europäisches Russland gehört.